# تپه خانیله
تپه خانیله مربوط به پیش از تاریخ - عصر آهن - دوره اشکانیان است و در شهرستان جوانرود، بخش روانسر، روستای خانیله واقع شده و این اثر در تاریخ ۲۳ شهریور ۱۳۸۲ با شمارهٔ ثبت ۱۰۱۶۰ به‌عنوان یکی از آثار ملی ایران به ثبت رسیده است.
تپه خانیله به عنوان یکی از محوطه‌های باستانی مهم ایران، اطلاعات ارزشمندی از زندگی انسان‌ها در دوره‌های پیش از تاریخ و عصر آهن در خود جای داده است. پژوهش‌های باستان‌شناسان و آزمایش‌های انجام‌شده توسط پژوهشگاه میراث فرهنگی و گردشگری بر روی نمونه‌های سفال یافت‌شده از این تپه نشان می‌دهد که این محوطه در هزاره چهارم پیش از میلاد (عصر مس و سنگ)، هزاره دوم (ایلام میانه) و هزاره اول پیش از میلاد (عصر آهن) به طور پیوسته مسکونی بوده است. این تپه باستانی در سالهای اخیر به علت درختکاری در سطح آن آسیب بسیاری دیده است.

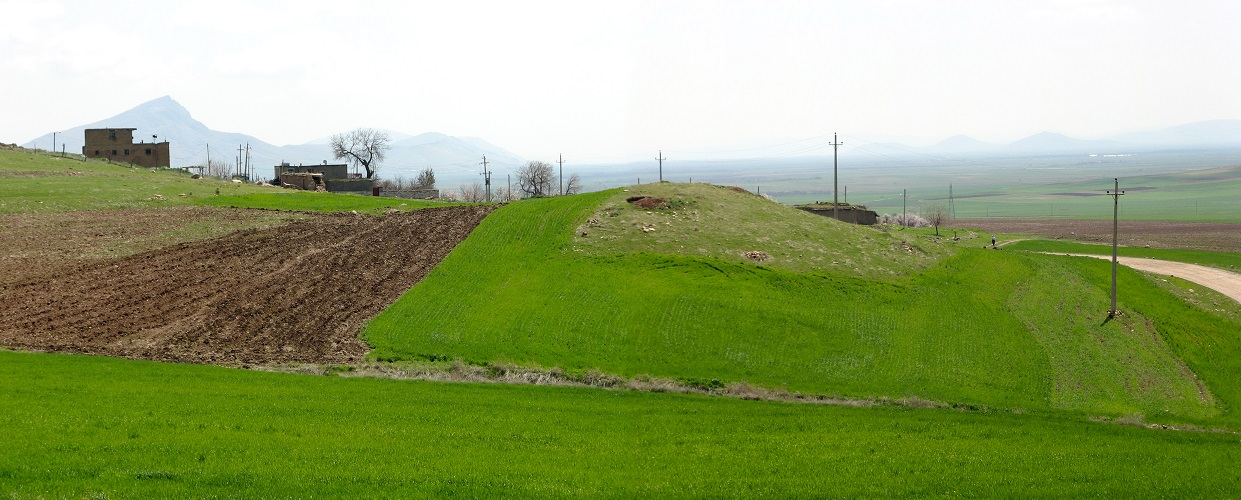
تپه باستانی خانیله در نزدیکی روانسر، کرمانشاه